# Reprise (Musical)
Reprise ist im Musical der Ausdruck für die Wiederholung einer (zumeist gesungenen) Musiknummer an späterer Stelle. Oft wird sie mit dem Namen des ursprünglichen Musiktitels und dem Zusatz „Reprise“ in Klammern angezeigt. Einerseits dient sie dazu, dem Publikum Melodien einzuprägen, andererseits hat sie eine dramaturgische Bedeutung.

## Dramaturgie
Eine Reprise kann die abgewandelte (anderer Text oder anderes Arrangement) oder unveränderte Wiederholung einer vorherigen Nummer sein. Die erkennbare Melodie weist auf die Ähnlichkeit der Situationen hin, aber ihre unterschiedliche Behandlung macht deutlich, was inzwischen passiert ist. Die Ähnlichkeit wird in Kontrast zu denjenigen Elementen des Dramas gestellt, die sich zwischen Exposition und Reprise geändert haben. Nicht umsonst liegen Exposition und Reprise oft vor und nach der Peripetie des Dramas.

## Beispiele
- In der West Side Story  liefert der Song „Somewhere“ ein klassisches Beispiel für das Konzept der Reprise: Während in der Exposition noch die Illusion der Flucht in eine bessere, friedliche Welt vorherrscht, erkennen Tony und Maria in der pessimistisch markierten Reprise (am Ende, kurz nachdem Tony tödlich verwundet wurde), dass dieses Idyll in der gegenwärtigen Welt nicht zu erreichen ist. Gemeinsamkeit: Traum von einer besseren Welt. Unterschied: Exposition – Illusion; Reprise – Aufwachen und Erkennen der Realität.
- In Jesus Christ Superstar greift Judas während des Songs „Judas' Death“ das Thema auf, das Maria Magdalena in „I don't know how to love him“ exponiert, nämlich die Zuneigung zu Jesus Christus als Mensch, jenseits aller religiösen und sakralen Verbindungen. Judas beklagt (kurz vor seinem Selbstmord), dass er Jesus wirklich von Grund auf gemocht hat. Gewisse Regisseure interpretieren in diese Sympathie eine homosexuelle Beziehung hinein, die jedoch nicht direkt durch das Libretto gestützt wird.
- Im Musical Les Misérables finden sich mehrere Varianten der Reprise, die – bedingt durch die komplexe Leitmotivik des Werks – nicht so einfach zu erkennen sind. Als Beispiel sei das Finale genannt, während dessen Jean Valjean einen Rückblick auf sein Leben und seine unrechtmäßige, dramatische Verurteilung liefert. Das Thema, das er dazu benutzt, ist das „On my own“-Thema, das sowohl von Fantine als auch von Eponine im Kontext der ungerechtfertigten sozialen Behandlung vortragen: Fantine beklagt mit diesem Thema ihr Leiden als Prostituierte, die für ihr unehelich geborenes Kind sorgen muss, während Eponine zu diesem Thema „die“ Ballade des Musicals über die unerfüllte, heimliche Liebe zu einem Mann eines anderen Standes thematisiert.
- Ein weiteres Beispiel in Les Misérables sind die Soli von Jean Valjean und Javert („Valjean's Soliloquy“ / „Javert's Suicide“), die sich musikalisch nahezu vollständig entsprechen, die aber eine grundsätzlich konträre dramatische Funktion haben, nämlich erstens die Exposition im dramatischen Sinne, die zuerst überhaupt den Anstoß für die dramatischen Handlungen bietet, und im zweiten Fall die dramatische Katastrophe bzw. den Fall des (pseudo-)tragischen Helden Javert, der seine zunächst für moralisch und gerechtfertigten Einstellungen dadurch ad absurdum geführt sieht, dass er Javerts wahrhaft moralische und positive Handlungen beobachtet, die er in seinem Wertekatalog zunächst für negativ hält. Sobald er seinen eigenen Irrtum einsieht, führt ihn dies zwangsläufig zu seinem eigenen Untergang durch den Zusammenbruch seines eigenen Wertesystems. Obwohl sie also nicht explizit als Exposition und Reprise benannt sind, entsprechen diese beiden Nummern doch dem Schema, und bieten darüber hinaus eine Art thematisch-moralischen Rahmen für das Musical.
- Eine klassische, einfach zu erkennende Reprise schließlich aus demselben Musical ist die des Showstoppers „Do you hear the people sing“ ganz am Ende, mit abgewandeltem Text: ging es im ursprünglichen Song um „zornige“ Menschen, die „nicht mehr Sklaven sein wollen“, singen das Lied am Schluss die, die tatsächlich „in Freiheit, im Garten des Herrn“ angekommen sind, nämlich im Jenseits, und die den sterbenden Protagonisten in ihren Reihen begrüßen.
- Das Musical Starlight Express enthält (durch eine Verschränkung zweier musikalischer Themen) mit dem gleichnamigen Song und der „Starlight Sequence“ eine komplexere Exposition-Reprise-Konstellation: Zuerst versichert der mysteriöse Starlight Express Rusty den Sieg in dem ausstehenden Rennen (mit dem Thema „Du allein“, das das Vertrauen in sich selbst und in die eigenen Fähigkeiten symbolisiert), dann wird (in der Reprise, enthalten im auch so genannten Duett „Du allein“), erkenntlich, dass Rusty durch den Starlight Express, die Personifizierung des Glaubens an sich selbst, gewonnen hat.
- In Wicked klagt zunächst die zukünftige Hexe Elphaba, die Protagonistin, in „I'm not that girl“ ihr Leid, dass sie nicht so beliebt und integriert ist wie G(a)linda, die hohes Ansehen bei ihren Kommilitonen, speziell beim Studenten Fiyero, genießt. Später singt G(a)linda die entsprechende Reprise des Songs, unter der Erkenntnis, dass sich Fiyero, der eigentlich mit G(a)linda liiert war, letztendlich doch Elphaba zugewandt hat. Ebenfalls in Wicked wird der Titel „No One Mourns the Wicked“,  der bereits am Anfang gesungen wurde, am Ende wieder aufgegriffen, hat dort aber durch die Handlung des Stücks eine ganz neue Bedeutung.
- Das Musical Avenue Q enthält keine explizite Benennung eines Songs als Reprise, dennoch klammern die Songs „It sucks to be me“ und „For Now“ implizit das gesamte Musical ein, da sie sich thematisch so sehr ähnlich sind, dass man sie als implizites Exposition-Reprise-Paar auffassen könnte. Die persönlichen, sozialen und existenziellen Fragen, die in der Einleitung aufgeworfen werden, finden im Finale in gewisser Weise eine resignierend-versöhnliche Antwort. So ist das Finale sowohl musikalisch-thematisch als auch dramatisch Resonanz auf die anfangs gestellten Fragen/Themen und würde die Definition der Reprise erfüllen.
- Auch in der Pop- und Rockmusik finden sich Reprisen. Eins der bekanntesten Beispiele ist die Reprise von Sgt. Pepper’s Lonely Hearts Club Band auf dem gleichnamigen Album, die das Thema des ersten Liedes am Schluss des Konzeptalbums wieder aufnimmt. Ein weiteres Beispiel ist der Titel Home von Simply Red auf dem gleichnamigen Album, wo sich der Titel am Schluss des Albums als kurze Unplugged-Version wiederholt, oder die Reprise von Feel Good Hit of the Summer von Queens of the Stone Age auf dem Album Rated R.